# Rachael Blake
Rachael Morelle Blake (Perth, Australia Occidental, 26 de mayo de 1971) es una actriz australiana, conocida principalmente por haber interpretado a Jane O'May en la película Lantana y a Maxine Summers en Wildside.

## Biografía
Hija de los ingleses Sue y Vic Blake, tiene una hermana mayor llamada Amanda Blake. Rachael nació siendo sorda de un oído, condición que rectificó con operaciones.
Estudió en la prestigiosa escuela australiana National Institute of Dramatic Art (NIDA).
Es buena amiga del director Peter Andrikidis.
En 1997, conoció al actor australiano Tony Martin, la pareja se casó el 21 de diciembre de 2003. Su hijastro es el actor Justin Martin, hijo del matrimonio anterior de Tony.

## Carrera
En 1995, apareció como personaje recurrente en la popular serie australiana Home and Away donde interpretó a la escritora Mandy Thomas hasta 1997.
En 1997 se unió al elenco principal de la serie Wildside donde interpretó a la doctora Maxine Summers hasta el final de la serie en 1999.
En el 2001 se unió al elenco de la película Lantana donde interpretó a Jane O'May, la amante de León (Anthony LaPaglia).
En el 2006 se unió al elenco de la serie británica Suburban Shootout donde interpretó a Hilary Davenport, una mujer que se aprovecha de los hombres más jóvenes y es una de las amigas de Camilla Diamond (Anna Chancellor) hasta el final de la serie en el 2007.
Ese mismo año apareció en la miniserie Bon Voyage donde interpretó a Elizabeth Aldred una mujer que se va de viaje a Quebec con su esposo Neil Aldred (Ben Miles) y su hija joven Rachel Aldred (Emily Beecham), y durante el viaje Rachel es secuestrada por otra pareja.
En el 2009 apareció en la miniserie The Prisoner donde interpretó a M2, la esposa de 2 (Ian Mckellen) y madre de 11-12 (Jamie Campbell Bower). Ese mismo año apareció en la película False Witness donde interpretó a la detective inspectora en jefe Julie Hales, en la película compartió créditos con Dougray Scott.
En el 2010 se unió al elenco de la película Hawke donde interpretó a Hazel Hawke, la esposa del primer ministro de Australia Bob Hawke (Richard Roxburgh).
En el 2012 se unió al elenco recurrente de la serie The Straits donde interpretó a la abogada Natasha Denning, una asociada de la familia Montebello.
En el 2013 se unió al elenco principal de la serie Serangoon Road donde interpretará a Lady Tuckworth.

## Filmografía

### Series de televisión
| Año             | Título                         | Personaje           | Notas                         |
| --------------- | ------------------------------ | ------------------- | ----------------------------- |
| 2017 - presente | Cleverman                      | Marion Frith        | 6 episodios                   |
| 2016            | Rake                           | Ruth Rogers         | 3 episodios                   |
| 2013            | Serangoon Road                 | Lady Tuckworth      | 9 episodios                   |
| 2013            | Miss Fisher's Murder Mysteries | Ailsa Wilton        | episodio "Blood at the Wheel" |
| 2012            | The Straits                    | Natasha Denning     | 7 episodios                   |
| 2009            | The Prisoner                   | M2                  | 6 episodios - miniserie       |
| 2008            | Lewis                          | Ann Kriel           | episodio "Music to Die For"   |
| 2006 - 2007     | Suburban Shootout              | Hilary Davenport    | 11 episodios                  |
| 2006            | Bon Voyage                     | Elizabeth Aldred    | miniserie                     |
| 2004            | Auf Wiedersehen, Pet           | Naomi Hedges        | 2 episodios                   |
| 2003            | Grass Roots                    | Faith Twohill       | 3 episodios                   |
| 1997 - 1999     | Wildside                       | Dra. Maxine Summers | 60 episodios                  |
| 1995 - 1997     | Home and Away                  | Mandy Thomas        | 28 episodios                  |
| 1997            | Water Rats                     | Carly Bridges       | episodio "Stolen Time"        |
| 1997            | Heartbreak High                | Lara                | episodio # 4.8                |
| 1996            | Fire                           | Beatrice            | episodio "Vendetta I"         |

### Películas
| Año  | Título                 | Personaje        | Notas |
| ---- | ---------------------- | ---------------- | --- |
| 2016 | Gods of Egypt          | -                | junto a Gerard Butler, Nikolaj Coster-Waldau, Geoffrey Rush, Rufus Sewell, Bruce Spence, Bryan Brown y Emma Booth     |
| 2014 | Melody                 | Emily            | junto a Lucie Debay, Don Gallagher, Laure Roldan & Clive Hayward                                                      |
| 2014 | My Mistress            | Kate Boyd        | junto a Emmanuelle Béart, Harrison Gilbertson, Socratis Otto, Hugh Parker & Leah Purcell                              |
| 2011 | Sleeping Beauty        | Clara            | junto a Chris Haywood, Emily Browning, Peter Carroll, Michael Dorman & Mirrah Foulkes                                 |
| 2010 | Hawke                  | Hazel Hawke      | junto a Richard Roxburgh, Sacha Horler, Felix Williamson, Asher Keddie, Lliam Amor & Josh Lawson                      |
| 2010 | Cherry Tree Lane       | Christine        | junto a Tom Butcher. Jumayn Hunter, Ashley Chin & Sonny Muslim                                                        |
| 2009 | Pinprick               | Miriam           | junto a Laura Greenwood, Ervin Nagy, Zoltán Rátóti & Debbie Javor                                                     |
| 2009 | False Witness          | Det. Julie Hales | junto a Dougray Scott, Jeremy Lindsay Taylor, Richard Roxburgh, Claire Forlani, Don Hany, Tony Martin & Stephen Curry |
| 2008 | Summer                 | Katy             | junto a Robert Carlyle, Bethan Davies, John Oxborough & Kate Dickie                                                   |
| 2007 | Clapham Junction       | Belinda Hopkirk  | junto a Paul Nicholls, Samantha Bond, Rupert Graves & David Leon                                                      |
| 2005 | Derailed               | Susan Davis      | junto a Clive Owen, Jennifer Aniston, Vincent Cassel & Melissa George                                                 |
| 2004 | Tom White              | Helen White      | junto a Colin Friels, Loene Carmen, Dan Spielman, David Field, Bill Hunter & Ashley Zukerman                          |
| 2003 | Perfect Strangers      | Melanie          | junto a Sam Neill, Joel Tobeck, Robyn Malcolm & Paul Glover                                                           |
| 2002 | Whispering in the Dark | Mujer            | corto - junto a Daniel Schlusser                                                                                      |
| 2001 | Lantana                | Jane O'May       | junto a Anthony LaPaglia, Geoffrey Rush, Barbara Hershey, Kerry Armstrong, Manu Bennett & Russell Dykstra             |
| 2000 | Blindman's Bluff       | Sophie           | corto - junto a Tony Martin & Kate Agnew                                                                              |
| 2000 | The Three Stooges      | Helen Howard     | junto a Joel Edgerton, Marton Csokas & John Batchelor                                                                 |
| 2000 | Nowhere to Land        | Anne Prescott    | junto a Jack Wagner, Christine Elise, James Sikking, Holly Brisley & Ryan Johnson                                     |
| 1997 | Paws                   | Amy              | junto a Billy Connolly, Nathan Cavaleri, Emilie François, Richard Carter & Norman Kaye                                |

### Narradora
| Año  | Título         | Notas                |
| ---- | -------------- | -------------------- |
| 2010 | Immortal       | narradora            |
| 2003 | Dying to Leave | película - narradora |
| 2001 | The Letter     | película - narradora |

### Teatro
| Año  | Obra     | Personaje  | Director (a)         | Teatro | Notas                                                                 |
| ---- | -------- | ---------- | -------------------- | ------ | --------------------------------------------------------------------- |
| 2012 | 8        | Kris Perry | -                    | -      | junto a Tony Martin                                                   |
| 1994 | Appetite | -          | Jasmin Forbes-Watson | -      | junto a Bridie Carter, Martin Lynes, Sophie Heathcote & Inge Hornstra |

## Premios y nominaciones
| Año  | Categoría                                                                                 | Premio                | Película/Serie    | Resultado |
| ---- | ----------------------------------------------------------------------------------------- | --------------------- | ----------------- | --------- |
| 2009 | Best Lead Actress in a Television Drama                                                   | AFI Award             | False Witness     | Nominada  |
| 2007 | Outstanding Actress - Comedy Series                                                       | Golden Nymph Award    | Suburban Shootout | Nominada  |
| 2004 | Best Actress                                                                              | Directors' Week Award | Perfect Strangers | Ganadora  |
| 2004 | Best Supporting Actor - Female                                                            | FCCA Award            | Tom White         | Nominada  |
| 2004 | Best Actress in a Supporting Role                                                         | AFI Award             | Tom White         | Nominada  |
| 2002 | Best Supporting Actor - Female                                                            | FCCA Award            | Lantana           | Nominada  |
| 2001 | Best Actress in a Supporting Role                                                         | AFI Award             | Lantana           | Ganadora  |
| 2001 | Best Actress (junto a Barbara Hershey, Kerry Armstrong, Leah Purcell & Daniela Farinacci) | IF Award              | Lantana           | Ganadores |
| 1999 | Most Outstanding Actress                                                                  | Silver Logie Award    | Wildside          | Ganadora  |
| 1998 | Best Performance by an Actress in a Leading Role in a Television Drama                    | AFI Award             | Wildside          | Ganadora  |